# Pavel Tretjakov

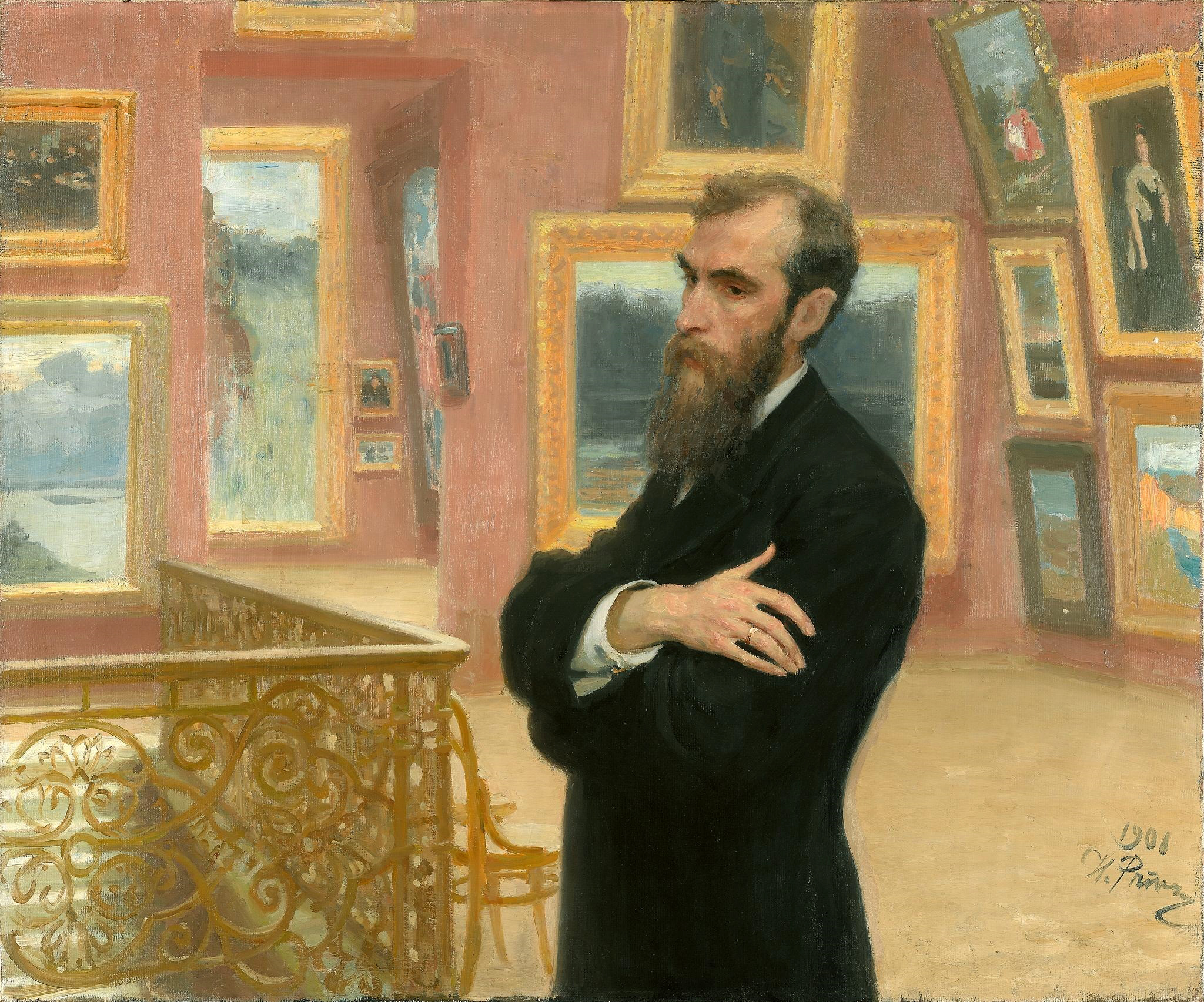
Pavel Michajlovitsj Tretjakov. Portret door Ilja Repin.

Pavel Michajlovitsj Tretjakov (Russisch: Па́вел Миха́йлович Третьяко́в) (Moskou, 27 december 1832 - aldaar, 16 december 1898) was een rijke Russische textielfabrikant en kunstverzamelaar. 
Hij was vooral bekend als maecenas en grote stimulator van de in 1870 opgerichte schildersgroep De Zwervers (Peredvizjniki), waartoe o.a. Vasili Soerikov, Ilja Repin en Vasili Perov behoorden.  Zijn uitgebreide kunstverzameling die hij in 1892 aan de stad Moskou overdroeg, ligt aan de basis van de huidige Tretjakovgalerij aldaar.
Tretjakov overleed op 66-jarige leeftijd in zijn geboorteplaats Moskou.